# Талькау
Талькау (нем. Talkau) — община в Германии, в земле Шлезвиг-Гольштейн. 
Входит в состав района Герцогство Лауэнбург. Подчиняется управлению Брайтенфельде.  Население составляет 529 человек (на 31 декабря 2010 года). Занимает площадь 4,88 км².